# جهانگیر بات
جهانگیر بات (انگلیسی: Jahangir Butt؛ (زادهٔ ۱۷ آوریل ۱۹۴۳ – درگذشتهٔ ۷ سپتامبر ۲۰۲۱) بازیکن هاکی روی چمن اهل پاکستان بود.